# Lorraine 37L
Lorraine 37L (полное официальное название Tracteur de ravitaillement pour chars Lorraine 37L или гусеничная машина обеспечения бронетанковых соединений) — серийный французский бронетранспортёр, разработанный в 1937 году. Разрабатывался и производился исключительно фирмой Lorraine. Был предназначен для обеспечения бронетанковых подвижных соединений и частей всех уровней, а также для перевозки мотопехоты. Количество
выпущенных машин — 618. Состоял на вооружении Франции и, после её капитуляции, Германии. Основные особенности — представлял собой невооружённый гусеничный бронированный транспортёр с полностью бронированным отделением для экипажа и открытым сверху полубронированным отсеком для грузов.

## История создания
Разработан в 1937 году фирмой Lorraine. 

В межвоенный период французские вооружённые силы нуждались в транспортном средстве подвоза боеприпасов и снабжения для увеличения боевого радиуса самостоятельно действующих танковых частей. В 1934 году на основе требований военных был выбран проект гусеничной машины снабжения танков фирмы Renault. Образец, получивший название Renault 36R, должен был послужить основой для дальнейшего развития подобной техники. Данный транспортёр не вполне удовлетворял требования военных, так как был бронирован лишь частично. Поэтому 17 апреля 1936 года Renault был выдан новый набор спецификаций для ТТЗ на полностью бронированное транспортное средство для доставки горючего и боеприпасов для танков, ведущих боевые действия непосредственно на линии фронта в условиях постоянного боевого контакта противоборствующих сторон. Однако фирма Lorraine в начале 1937 года предлагает свой вариант, ведущий родословную от гусеничных машин обеспечения пехотных соединений, подобных модели 1931 года Renault UE Chenillette. Рассмотрение обоих проектов осуществлялось одновременно. В феврале 1937 года техническая комиссия Венсеннского арсенала заказала для тестирования один прототип с условием подведения итогов до 1 ноября 1937 года, даже если программа испытаний к тому времени не будет закончена. Опытный образец был представлен только 9 июля и проходил испытания вплоть до 4 августа. На этих испытаниях транспортёр достиг максимальной скорости 30 километров в час, однако эта скорость упала до недопустимо низких значений в 22,8 километра в час, когда к тягачу был присоединён гусеничный прицеп с горючим. Прототип срочно вернули на завод, усилили двигатель и сцепление и повели новый этап испытаний между 22 сентября и 29 октября 1937 года. На данном этапе испытаний наконец были достигнуты требуемые 35 километров в час. Проект Lorraine в целом понравился французским военным и с некоторыми поправками он был одобрен. В 1938 году фирме было выдано уведомление о заказе техники общим количеством 432 машины.

## Серийное производство
Серийно производился с 1938 по 1940 год. За этот период фирма Lorraine выпустила 618 экземпляров своего изделия.

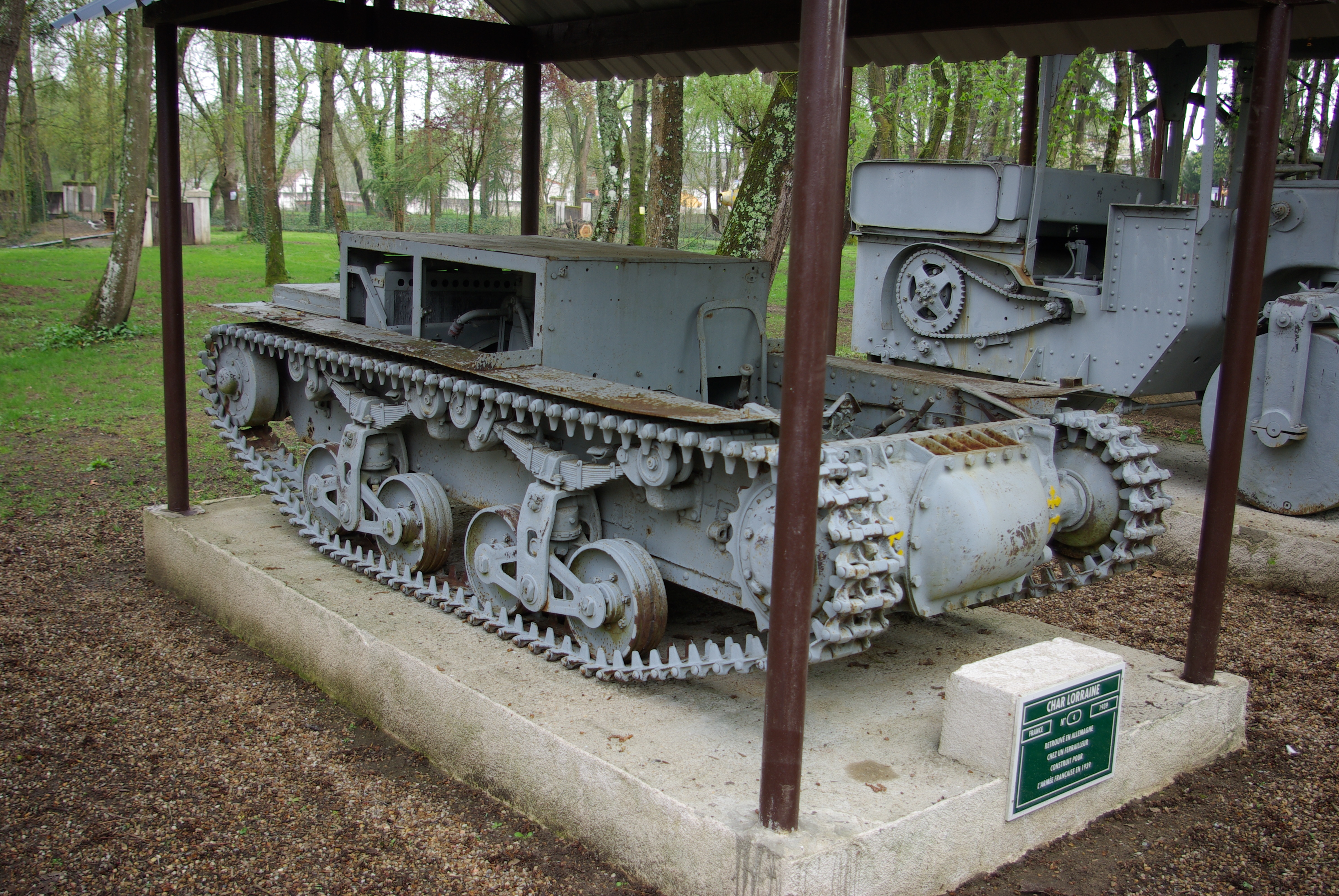
Укороченная версия тягача без обшивки броневыми листами

Поставки в войска начались в январе 1939 года и продолжались до января 1940 года.
После подписания перемирия формально производство бронетранспортёров было прекращено, но фактически на заводе фирмы Lorraine в неоккупированной части Франции под прикрытием фальшивого наименования «Лесной трактор» осуществляется мелкосерийная сборка тягачей, которые собираются без броневых листов. Такое возобновлённое производство продолжалось до 1942 года. Одновременно собираются и укороченные версии машины, только с двумя ходовыми тележками на каждый борт, которые в дальнейшем получат название 37 L 44.
После вторжения нацистов в «Свободную зону» все произведённые за это время материалы и оборудование были тщательно спрятаны.
К лету 1944 года накопленный и спрятанный запас «Лесных тракторов» позволил экипировать некоторые части французского внутреннего сопротивления.
В 1945 году различные варианты модификации бронетехники на базе Lorraine 37L ещё производились в небольших количествах.

## Модификации
- Lorraine 37L — основной образец, с расположением полностью забронированного отсека управления спереди, двигателя в средней части бронетранспортёра и десантно-грузового отделения в кормовой части машины.
- Lorraine 38L — модификация для перевозки моторизованной пехоты. Отличался от предыдущего варианта следующими изменениями: улучшена в целях обитаемости конструкция десантного отсека для перевозки личного состава, изменена конструкция грузового прицепа, который стал приспособлен для перевозки людей.
- Lorraine 38L VBCP — модификация для перевозки моторизованной пехоты с полностью изменённым бронированием отсека для перевозки личного состава. Аббревиатура расшифровывается как Voiture Blindee de chasseurs portes — бронетранспортёр моторизованной пехоты (танковой дивизии). При аналогичной предыдущим модификациям силовой установке боевая масса возросла до 5,49 тонн за счёт лучшего бронирования отсека для перевозки личного состава. В комплект добавлен новый десантный прицеп для личного состава с высокими бронированными бортами. Грузоподъёмность нового прицепа составила 1 тонну. Десантовместимость прицепа — 4 человека.
- Lorraine 38L PC — вариант командирской машины на базе модификации Lorraine 38L VBCP. Данный вариант внешне практически не отличался от предыдущей модификации. Транспортёры были предназначены для командиров танковых рот и батальонов. В зависимости от уровня управления командиров, использующих данные машины, отличались составом и номенклатурой поставляемого в комплекте оснащения радиооборудования.

## Тактико-технические характеристики

### Серийные образцы
| Модификация       | Количество машин |
| ----------------- | ---------------- |
| Lorraine 37L      | 378              |
| Lorraine 38L      | 100              |
| Lorraine 38L VBCP | 130              |
| Lorraine 38L PC   | 10               |

## Описание конструкции
Броневая коробка без вертикальных деталей на основе клёпаного корпуса. В передней части корпуса находится отделение управления. В средней части корпуса, за отделением управления, располагается двигатель. В задней части корпуса, за двигателем, находится открытый сверху грузовой отсек. Бронетранспортёр мог перевозить специально предназначенный для этого гусеничный прицеп — в таком случае общая грузоподъёмность системы достигала 1,9 тонн.

### Вооружение
Встроенное вооружение отсутствовало. Однако бронетранспортёр мог буксировать 25-мм противотанковую пушку или перевозить 81-мм миномёт.

### Средства наблюдения и связи
Встроенные радиостанции на бронетранспортёре отсутствовали. Однако на вариант Lorraine 38L PC, предназначавшийся для командиров танковых частей и соединений уровня роты, батальона или дивизии, устанавливались специальные средства связи тактического или оперативного уровня. Для управления уровня роты или батальона устанавливалась радиостанция ER-55. А для управления уровня дивизии устанавливалась радиостанция ER-51 и телефон TM-32.

### Двигатель и трансмиссия
Тип двигателя — шестицилиндровый карбюраторный, марка двигателя — Dela Haye 103 TT, мощность — 70 лошадиных сил при 2700 оборотах в минуту. Рабочий объём двигателя составлял 2120 см³. 

Трансмиссия состояла из пятискоростной коробки передач и блокируемого дифференциала Cletrac.

### Ходовая часть
Применительно к одному борту, ходовая часть состояла из шести обрезиненных опорных катков, которые были сблокированы попарно в три тележки и трёх обрезиненных поддерживающих катков. Каждая тележка была подвешена на полуэллиптической листовой рессоре. Ведущее колесо располагалось спереди.

## Машины на базе
По окончании французской кампании 1940 года немцам досталось более 300 бронетранспортеров. Кроме того, в ноябре 1942 года, в ходе оккупации южной части Франции (Виши), было захвачено еще некоторое количество этих машин. Около 330 из них было переоборудовано в САУ и бронемашины артиллерийских наблюдателей.
Переоборудование происходило на заводе фирм Alkett в Берлин-Шпандау и «Альфред Беккер» в Крефельде.
170 бронетранспортёров в 1942 году команда Беккера переделала в самоходные противотанковые установки 7,5 cm Pak 40/1 auf Lorraine Schlepper (f) «Marder I» или Sd Kfz 135 (104 в июле и 66 в августе). В открытую сверху легко бронированную рубку, приваренную немцами на имеющееся шасси, устанавливалось противотанковое орудие 7,5 cm Pak40/1 L/46. Экипаж самоходной установки состоял из пяти человек. Эти машины входили в состав противотанковых дивизионов танковых и моторизованных дивизий, расквартированных во Франции и принимавших участие в отражении высадки союзников в Нормандии.
24 бронетранспортёра переделали в 1942 — 1943 годах (12 из них в ноябре 1942 года изготовила Alkett, а по 6 в сентябре и октябре 1943 года — команда Беккера) в самоходные гаубицы 10,5 cm leFH 18/4(SF) auf GW Lorraine Schlepper (f). В июне 1944 года все они находились в 155-м артиллерийском полку 21-й танковой дивизии во Франции.
94 бронетранспортёра в 1942 году переделали в самоходные гаубицы 15 cm sFH 13/1(SF) auf GW Lorraine Schlepper (f) или Sd Kfz 135/1. Первые 30 машин в июне были изготовлены на Alkett для Северной Африки. В июле было отправлено 19 машин, 3 из них утонули; в августе отправили еще 11 штук, из них 4 утонули. Всего до места добрались только 23. В июле от Команды Беккера (Baukommando Becker) было принято 64 машины. На 1 августа 1942 года в Вермахте числились 94 машины. В ноябре 1942 года списали 19 и 12 в феврале 1943 (одну впоследствии вернули в строй). Вплоть до января 1944 года на балансе состояло 64 САУ. В начале 1944 года в войсках вермахта, дислоцированных во Франции, насчитывалось не менее 54 Sd Kfz 135/1. В июне 1944 года 12 из них состояли на вооружении 155-го артиллерийского полка 21-й танковой дивизии.
Также на базе тягача Lorraine по заказу вермахта было изготовлено 30 полностью бронированных невооружённых машин наблюдения и связи GroBer Funk- und Beobachtungspanzer auf Lorraine S(f).

## Операторы
- Франция — 618 бронетранспортёров
- Нацистская Германия — 330 машин.

## Служба и боевое применение

### Организационная структура
Бронетранспортёры и гусеничные тягачи Lorraine 37L и их последующие модификации предназначались для оснащения вспомогательных частей французских танковых подразделений. Поэтому они поступали в первую очередь в бронетанковые дивизии Divisions Cuirassées Rapide (дословно — «Подвижные кирасирские дивизии», сокращённо DCR) и механизированные лёгкие кавалерийские дивизии Division Légère de Cavalerie, сокращённо DLC. По предвоенным штатам полагалось иметь в каждом отдельном танковом батальоне или батальоне в составе дивизии (BCC — Bataillon de Chars de Combat) 12 бронетранспортёров. В отдельный танковый батальон, состоящий из тяжёлых (по французской классификации) танков Char de bataille B1, по штату входило 18 бронетранспортёров. Каждый эскадрон кавалерийских танков S35 или H35 в составе лёгкой механизированной бригады, входящей в DLC, должен был иметь по штатам по 3 бронетранспортёра.
Однако к началу вторжения во Францию полностью завершить перевооружение новой техникой не удалось. Несмотря на это, все три танковые дивизии DCR (кроме 4-й бронетанковой под командованием генерала де Голля), все лёгкие механизированные дивизии кавалерии DLM (Division Légère Mecanique), а также некоторые отдельные танковые батальоны (например, 23 BCC) имели на вооружении бронетранспортёры Lorraine 37L.
Бронетранспортёры Lorraine 38L VBCP предназначались в первую очередь для буксировки 81-мм миномёта или 25-мм противотанковой пушки, а также перевозки их артиллерийского расчёта. Первые выпущенные машины этой модификации в количестве 96 штук в марте 1940 года поступили на вооружение 5-го BCP (Batallion de Chasseurs Portes — батальон моторизованной пехоты в танковой дивизии) и 17-го BCP — по 48 машин в каждый батальон. 5-й BCP входил в состав 1-й DCR, а 17-й BCP — в состав 2-й бронетанковой дивизии.
В мае 1940 года 16-й BCP из состава 3-й DCR получил 20 Lorraine 38L.
Все выпущенные образцы модификации Lorraine 38L PC поступили на вооружение только в 5-й BCP и 17-й BCP (по 5 машин).

### Боевое применение
Lorraine 37L, входившие в состав 1-й, 2-й и 3-й DCR, а также в состав DLM, активно использовались весной 1940 года во время битвы за Францию для снабжения и обеспечения бронетанковых частей.
Почти половина машин всех модификаций была потеряна в ходе боевых действий.

### Трофейные машины
После подписания перемирия вермахту в удовлетворительном состоянии досталось 330 машин, в основном модификации Lorraine 37L и Lorraine 38L. Некоторую часть из них немцы приняли на вооружение в качестве артиллерийских тягачей для буксировки противотанковой пушки французского производства под немецким обозначением 7,5 cm PaK97/98 (f).
Вариант артиллерийской системы с этим тягачом использовался в 15-й танковой дивизии вермахта, когда она воевала в Африке.
Остальные бронетранспортёры немцы переоборудовали в самоходно-артиллерийские установки, в общем количестве 276 машин.
Истребители танков Marder I и 105-мм и 150-мм самоходные гаубицы использовались, начиная с лета 1942 года, на Восточном фронте, в Африке и во время боёв в Нормандии.